# Sarzay

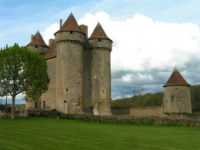
Il castello di Sarzay

Sarzay è un comune francese di 327 abitanti situato nel dipartimento dell'Indre nella regione del Centro-Valle della Loira.

## Società

### Evoluzione demografica
Abitanti censiti